# 西村久之

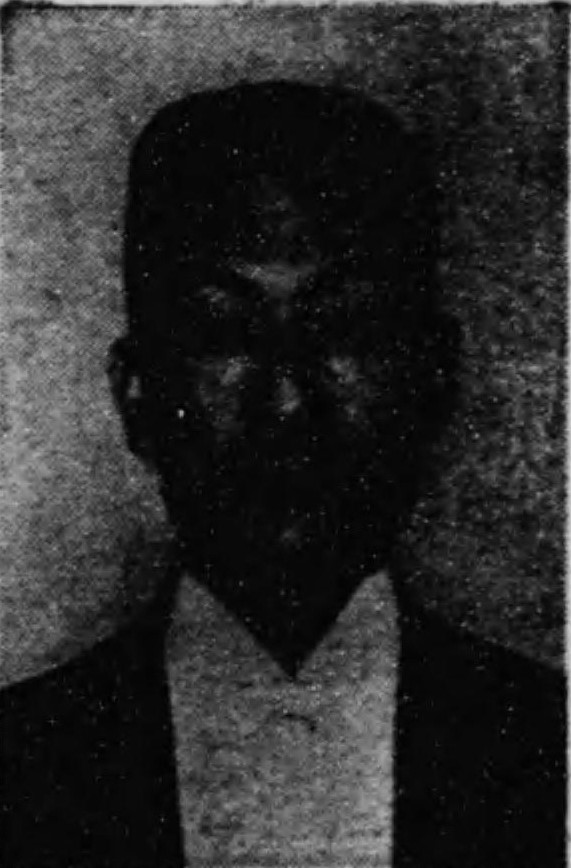
西村久之

西村 久之（にしむら ひさゆき、1893年（明治26年）9月23日 - 1964年（昭和39年）2月4日）は、昭和期の実業家、政治家。衆議院議員。旧姓・牟田。

## 経歴
長崎県南松浦郡岐宿町（現・五島市）出身。牟田久蔵の二男に生まれ、力之助の養子となる。早稲田大学商科で学び、1914年に中退した。漁業を営む。
南松浦郡岐宿町会議員となり、また長崎県会議員にも選出されて、同参事会員、同議長も務めた。
1946年（昭和21年）4月の第22回衆議院議員総選挙に長崎県選挙区から日本自由党公認で出馬して初当選。以後、第24回総選挙まで長崎県第2区から出馬して再選された。1952年（昭和27年）10月の第25回総選挙では次点で落選したが、1953年（昭和28年）4月の第26回総選挙で再選され、衆議院議員に通算4期在任した。この間、衆議院水産委員長、第3次吉田内閣・経済安定政務次官などを務めた。その後、第27回総選挙に立候補したが落選した。
また、西村漁業合資会社代表者、福江製氷社長、長崎県鮮魚介藻配給統制組合理事長、西村物産社長なども務めた。

## 人物
趣味は囲碁。宗教は真宗。住所は長崎市上筑後町、東京都渋谷区栄通二丁目。